# Домініканський бурштин

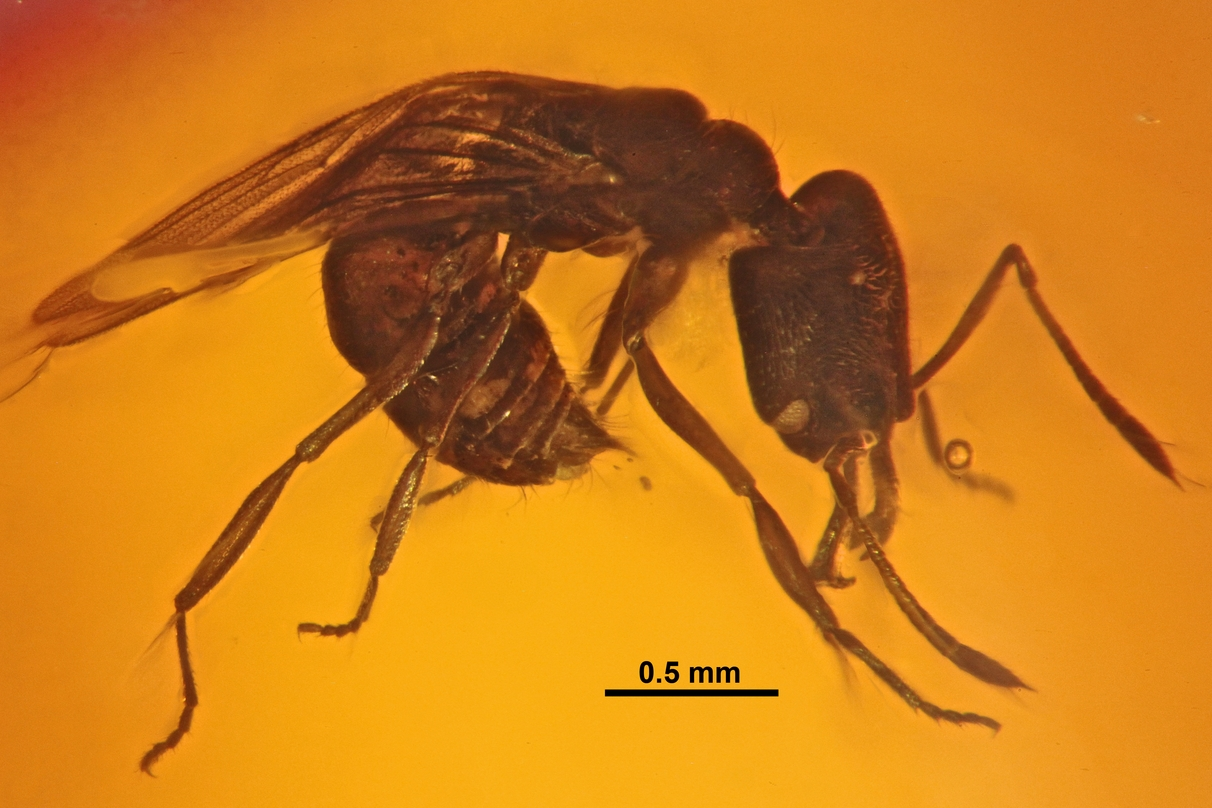
Викопна мураха Anochetus corayi в домініканському бурштині

Домініканський бурштин — різновид бурштину з острова Гаїті (Домініканська республіка). Датується міоценом (близько 20 мільйонів років; раніше вважався більш давнім). Містить багато викопних членистоногих з міоцену, особливо комах. Є одним з найбільш масово добуваних бурштинів. Видобувається у шахтах в горах острову. Буває забарвленим у різні відтінки жовтого, червоного, зеленого та зрідка блакитного (блакитний бурштин).

## Палеобіологія
Утворився зі смоли викопного листяного дерева Hymenaea protera (бобові).
Від самого масового і відомого балтійського бурштину відрізняється більшою прозорістю і відносно великою кількістю викопних включень. Це дозволило детально відновити структуру давно зниклих екосистем тропічних лісів.

Численні організми були описані з екземплярів бурштину, в тому числі:

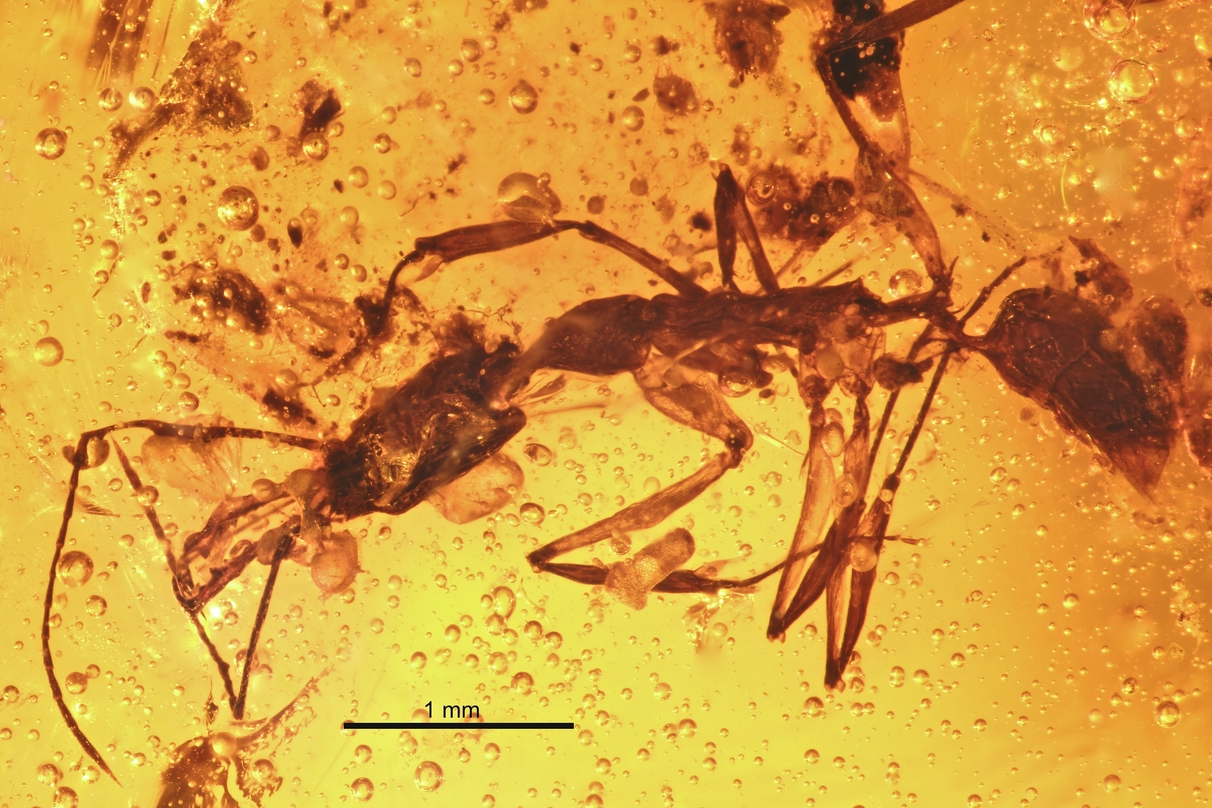
Anochetus intermedius, мураха

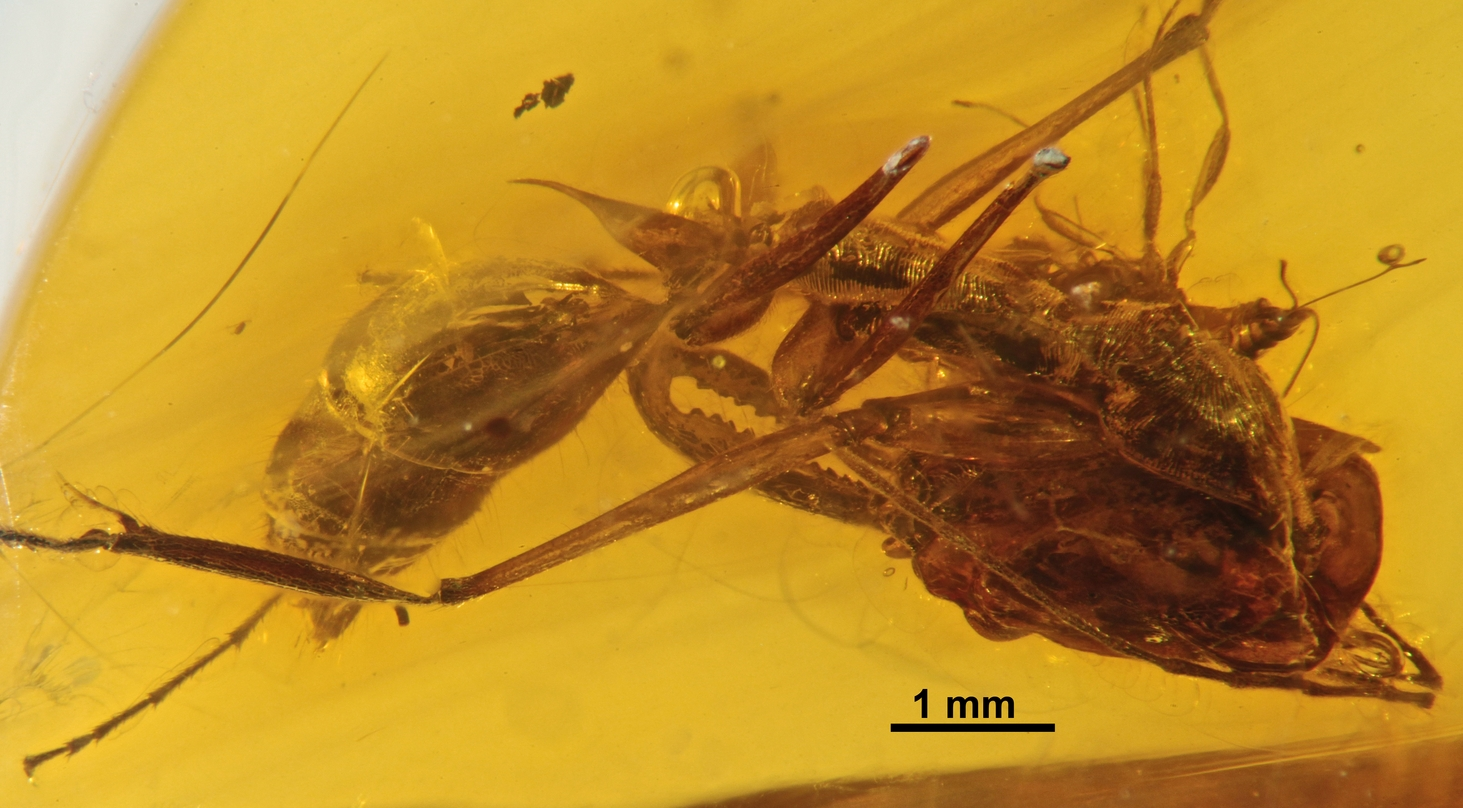
Odontomachus spinifer

### Найпростіші
- Paleoleishmania neotropicum[2]
- Trypanosoma antiquus[3]

### Рослинний світ
- Discoflorus neotropicus[4]
- Hymenaea protera
- Palaeoraphe
- Roystonea palaea

### Тваринний світ
- Acanthostichus hispaniolicus[5]
- Anelaphus velteni
- Anochetus ambiguus[6]
- Anochetus brevidentatus[7]
- Anochetus conisquamis[6]
- Anochetus corayi [8]
- Anochetus dubius[6]
- Anochetus exstinctus[6]
- Anochetus intermedius[6]
- Anochetus lucidus[6]
- Apterostigma electropilosum[9]
- Apterostigma eowilsoni[9]
- Araneagryllus
- Augochlora leptoloba
- Azteca alpha[10]
- Azteca eumeces[10]
- Cephalotes jansei[11]
- Dicromantispa electromexicana[12]
- Dicromantispa moronei[12]
- Eickwortapis
- Electromyrmococcus[13]
- Elaphidion inclusum
- Elaphidion tocanum
- Formicodiplogaster myrmenema[14]
- Leptofoenus pittfieldae
- Lutzomyia adiketis[15]
- Neocorynura electra
- Nesagapostemon
- cf. Nesoctites [16]
- Odontomachus pseudobauri[6]
- Odontomachus spinifer[6]
- Oligochlora
- Palaeoplethodon
- Plectromerus grimaldii
- Plectromerus tertiarius
- Pterolophosoma otiliae
- Sphaerodactylus dommeli[17]
- Stizocera evanescens
- Syndesus ambericus [18]
- Tainosia[19]
- Termitaradus mitnicki
- Triatoma dominicana